# Miguel Ángel Asturias
Miguel Ángel Asturias Rosales (Guatemala-Stad, 19 oktober 1899 - Madrid, 9 juni 1974) was een Guatemalteeks schrijver en diplomaat.
Miguel Asturias begon in 1917 met het studeren van medicijnen, maar stapte over naar rechten in 1918. Hij studeerde op de Universidad San Carlos de Guatemala. In die tijd (1920) deed hij ook mee aan de opstand tegen de toenmalige dictator Manuel Estrada Cabrera. Hij richtte met zijn medestudenten de Associación de Estudiantes Unionistas op. Namens de studenten reisde hij in 1921 af naar Mexico om de onafhankelijkheid van het buurland te vieren. Hier ontmoette hij de Spaanse schrijver Ramón María del Valle-Inclán die van grote betekenis werd voor zijn ontwikkeling als schrijver.
Samen met een groep andere studenten richtte Asturias de Universidad Popular op, een universiteit voor degenen die niet het geld hadden om op de officiële universiteit te kunnen studeren. In 1923 studeerde hij af; zijn scriptie ging over “het maatschappelijke probleem van de indiaan”. Asturias ging daarna naar Europa, studeerde eerst een paar maanden in Londen en maakte zijn studies af in Parijs op de Sorbonne. Daar volgde hij onder meer lessen in de Maya-godsdiensten van Professor Georges Raynaud.
In de zes jaar die hij in Parijs doorbracht, werd hij sterk beïnvloed door de gemeenschap van artiesten en schrijvers rond Montparnasse, en begon hij poëzie en proza te schrijven. Andere Zuid-Amerikaanse schrijvers met wie hij veel contact had in die tijd, waren de Cubaan Alejo Carpentier en de Venezolaan Arturo Uslar Pietri.
In 1928 keerde Asturias voor korte tijd terug naar Guatemala om colleges te geven aan de Universidad Popular, deze colleges zijn gebundeld in zijn eerste boek, Arquitectura de la vida nueva. Terug in Europa maakte Asturias zijn Leyendas de Guatemala af. Het boek is een van de eerste boeken waarin het Magisch Realisme, dat later haast synoniem werd voor de Zuid-Amerikaanse literatuur, duidelijk naar voren komt. Het boek kreeg de Silla Monsegur prijs, de prijs voor het best vertaalde Spaans-Amerikaanse boek dat jaar gepubliceerd in Frankrijk.
Vanaf 1929 reisde Asturias door Europa en het nabije oosten.
In 1933 keerde Asturias terug naar Guatemala. Het boek El señor Presidente, dat hij dan al geschreven heeft, kon hij niet publiceren vanwege het feit dat Guatemala op dat moment geregeerd werd door de dictator Jorge Ubico. Deze roman is gebaseerd op de bloedige overheersing door deze president. Het is in feite een aanklacht tegen elke vorm van dictatuur die steunt op terreur en verraad en opoffering van menselijke waarden. Asturias werkte als journalist en als hoogleraar literatuurwetenschap. In 1939 trouwde hij met de Argentijnse Clemencia Amado en werd hun zoon Rodrigo geboren, in 1941 werd een tweede zoon geboren, Miguel Ángel, en in 1947 werd de scheiding uitgesproken.
Na het aftreden van Ubico in 1944 kwam eerst een militaire junta aan de macht en na een revolutie een paar maanden later werd Juan José Arévalo de nieuwe president. Deze benoemde Asturias tot cultureel attaché aan de Guatemalteekse ambassade in Mexico. Hier werd in 1946 de eerste versie van El señor Presidente gepubliceerd, dat zijn faam als schrijver in Zuid-Amerika zou vestigen. Asturias raakte er ook bevriend met Pablo Neruda. In 1947 werd hij cultureel attaché in Buenos Aires (Argentinië). Later kreeg hij zelfs een adviserende ministerspost in Argentinië.
'
1949 was geheel gewijd aan het schrijven van Hombres de maíz (Nederlandse vertaling: De doem van de maïs), het boek dat over het algemeen als zijn meesterwerk beschouwd wordt. In het boek komen indiaanse stammen in opstand tegen het leger en de maïsplanters. Het boek is geschreven vanuit het magische beeld van de indianen op de wereld, en is daardoor niet eenvoudig te lezen. Eind van het verhaal is dat de leider van de revolutie, Gaspar, een legende wordt en dat de boeren hun land en hun magie verliezen.
In 1950 keerde Asturias voor korte tijd terug naar Buenos Aires, waar hij trouwt met Blanca Mora y Araujo.
In 1954 viel de regering van Jacobo Arbenz. Asturias was op dat moment in Guatemala, maar keerde terug naar zijn diplomatieke post in San Salvador. Hij zegde zijn aanstelling op en ging via Chili (Neruda) naar Argentinië, waar hij in ballingschap bleef tot 1963. Vervolgens maakte hij reizen door Europa. Hij werd door vele universiteiten gevraagd voor gastcolleges, en werkte mee aan verschillende congressen. In 1966 vestigde hij zich weer in Parijs. De in 1966 nieuw gekozen president van Guatemala, Julio César Méndez Montenegro, benoemde hem tot ambassadeur van Guatemala in Frankrijk. In dat jaar ontving Asturias de Lenin Vredesprijs.
In 1967 ontving Asturias de Nobelprijs voor Literatuur met als motivatie dat hij een levendig literair oeuvre geschapen had dat diepgeworteld is in de Guatemalteekse indiaanse tradities. Nog vele huldigingen zouden volgen, onder meer zijn benoeming tot “hijo ungénito de Técan Uman” door de Guatemalteekse indiaanse gemeenschappen.

In 1970 trad Asturias op als hoofd van de jury van het filmfestival van Cannes. In 1970 trad Montenegro af als president en zegde Asturias zijn ambassadeursfunctie op.
De laatste jaren van zijn leven sleet hij in Madrid. Hier overleed hij in 1974 in bijzijn van zijn vrouw Blanca en zijn zoon Miguel. Asturias ligt begraven op Père-Lachaise in Parijs.

## Boeken
Van de boeken van Asturias zijn slechts enkele in het Nederlands vertaald. De meeste hiervan zijn alleen nog antiquarisch te verkrijgen.
- Arquitectura de la vida nueva (1928)
- Leyendas de Guatemala (1930) (nl: Leyendas de Guatemala / Legendes uit Guatemala)
- Sonetos (1936)
- El señor Presidente (1946) (nl: De President)
- Hombres de maíz (1949) (nl: De doem van de maïs)
- "The Banana Trilogy"
  - Viento fuerte (1950)
  - El papa verde (1954)
  - Los ojos de los enterrados (1960)
- Carta Aérea a mis amigos de América (1952)
- Week-end en Guatemala (1956)
- El alhajadito (1961)
- Mulata de tal (1963) (nl: Mulatta)
- Rumania, su nueva imagen (1964)
- Latinoamérica y otros ensayos (1968)
- Malandrón (1969)
- Viernes de Dolores (1972)
- América, fábula de fábulas (1972)
- Sociología guatemalteco (1977)
- Tres de cuatro soles (1977)

## Over Asturias
- Lorenz, G.W., Miguel Asturias: Porträt und Poesie, Berlijn (1968)
- Vervondel, F., Miguel Angel Asturias, Hasselt: Heideland (1965)

- Bibsys: 90142356
- Biblioteca Nacional de Chile: 000035056
- Biblioteca Nacional de España: XX825360
- Bibliothèque nationale de France: cb11889334n (data)
- Catàleg d'autoritats de noms i títols de Catalunya: 981058611673406706
- CiNii: DA00047139
- Gemeinsame Normdatei: 118504797
- International Standard Name Identifier: 0000 0001 2130 8942
- Library of Congress Control Number: n79084755
- Nationale Bibliotheek van Letland: 000026708
- Bibliotheek van het Japanse parlement: 00431856
- Nationale Bibliotheek van Tsjechië: jn19990000297
- Nationale bibliotheek van Australië: 35009707
- Nationale Bibliotheek van Israël: 987007257909805171
- Nationale Bibliotheek van Polen: a0000001726619
- Nationale en Universitaire bibliotheek Zagreb: 000021297
- Nederlandse Thesaurus van Auteursnamen: 069290288
- Istituto Centrale per il Catalogo Unico: RAVV016833
- LIBRIS: 231788
- SNAC: w64x7j87
- Système universitaire de documentation: 02669378X
- Trove: 788534
- Virtual International Authority File: 46756659
- WorldCat: E39PBJvcXbRcCqpG8JfQwR8Hmd

1901: Prudhomme ·
1902: Mommsen ·
1903: Bjørnson ·
1904: Mistral, Echegaray ·
1905: Sienkiewicz ·
1906: Carducci ·
1907: Kipling ·
1908: Eucken ·
1909: Lagerlöf ·
1910: Heyse ·
1911: Maeterlinck ·
1912: Hauptmann ·
1913: Tagore ·
1915: Rolland ·
1916: Heidenstam ·
1917: Gjellerup, Pontoppidan ·
1919: Spitteler ·
1920: Hamsun ·
1921: France ·
1922: Benavente ·
1923: Yeats ·
1924: Reymont ·
1925: Shaw ·
1926: Deledda ·
1927: Bergson ·
1928: Undset ·
1929: Mann ·
1930: Lewis ·
1931: Karlfeldt ·
1932: Galsworthy ·
1933: Boenin ·
1934: Pirandello ·
1936: O'Neill ·
1937: Gard ·
1938: Buck ·
1939: Sillanpää ·
1944: Jensen ·
1945: Mistral ·
1946: Hesse ·
1947: Gide ·
1948: Eliot ·
1949: Faulkner ·
1950: Russell ·
1951: Lagerkvist ·
1952: Mauriac ·
1953: Churchill ·
1954: Hemingway ·
1955: Laxness ·
1956: Jiménez ·
1957: Camus ·
1958: Pasternak ·
1959: Quasimodo ·
1960: Perse ·
1961: Andrić ·
1962: Steinbeck ·
1963: Seferis ·
1964: Sartre (geweigerd) ·
1965: Sjolochov ·
1966: Agnon, Sachs ·
1967: Asturias ·
1968: Kawabata ·
1969: Beckett ·
1970: Solzjenitsyn ·
1971: Neruda ·
1972: Böll ·
1973: White ·
1974: Johnson, Martinson ·
1975: Montale ·
1976: Bellow ·
1977: Aleixandre ·
1978: Singer ·
1979: Elýtis ·
1980: Miłosz ·
1981: Canetti ·
1982: García Márquez ·
1983: Golding ·
1984: Seifert ·
1985: Simon ·
1986: Soyinka ·
1987: Brodsky ·
1988: Mahfoez ·
1989: Cela ·
1990: Paz ·
1991: Gordimer ·
1992: Walcott ·
1993: Morrison ·
1994: Oë ·
1995: Heaney ·
1996: Szymborska ·
1997: Fo ·
1998: Saramago ·
1999: Grass ·
2000: Gao ·
2001: Naipaul ·
2002: Kertész ·
2003: Coetzee ·
2004: Jelinek ·
2005: Pinter ·
2006: Pamuk ·
2007: Lessing ·
2008: Le Clézio ·
2009: Müller ·
2010: Vargas Llosa ·
2011: Tranströmer ·
2012: Mo ·
2013: Munro ·
2014: Modiano ·
2015: Aleksijevitsj ·
2016: Dylan ·
2017: Ishiguro ·
2018: Tokarczuk ·
2019: Handke ·
2020: Glück ·
2021: Gurnah ·
2022: Ernaux ·
2023: Fosse ·
2024: Kang ·